# Mistrzostwa Ameryki Południowej w Lekkoatletyce 2019
51. Mistrzostwa Ameryki Południowej w Lekkoatletyce – zawody lekkoatletyczne, które odbyły się w dniach 24-26 maja 2019 w Limie.

## Rezultaty

### Mężczyźni
| Konkurencja:                  | 1. miejsce                                                                | Rezultat   | 2. miejsce                                                                            | Rezultat   | 3. miejsce                                                                     | Rezultat   |
| Bieg na 100 m                 | Rodrigo do Nascimento                                                     | 10,28      | Felipe Bardi dos Santos                                                               | 10,43      | Diego Palomeque                                                                | 10,47      |
| Bieg na 200 m                 | Bernardo Baloyes                                                          | 20,42      | Rodrigo do Nascimento                                                                 | 20,63      | Christopher Ortiz                                                              | 20,98      |
| Bieg na 400 m                 | Anthony Jose Zambrano                                                     | 45,53      | Lucas Carvalho                                                                        | 46,12      | Anderson Henriques                                                             | 46,15      |
| Bieg na 800 m                 | Lucirio Antonio Garrido                                                   | 1:46,27    | Jelssin Robledo                                                                       | 1:47,31    | Marco Vilca                                                                    | 1:48,06    |
| Bieg na 1500 m                | Lucirio Antonio Garrido                                                   | 3:55,04    | Javier Lacamoire                                                                      | 3:55,15    | Carlos de Oliveira Santos                                                      | 3:55,18    |
| Bieg na 5000 m                | Altobeli da Silva                                                         | 13:50,08   | José Luis Rojas                                                                       | 13:53,11   | Gerald Giraldo                                                                 | 13:54,51   |
| Bieg na 10 000 m              | Bayron Piedra                                                             | 28:48,13   | José Mauricio González                                                                | 28:48,60   | Vidal Basco                                                                    | 28:52,32   |
| Bieg na 3000 m z przeszkodami | Carlos San Martín                                                         | 8:36,37    | Altobeli da Silva                                                                     | 8:38,43    | Gerald Giraldo                                                                 | 8:44,49    |
| Bieg na 110 m przez płotki    | Gabriel Constantino                                                       | 13,54      | Yojan Chaverra                                                                        | 13,66      | Eduardo de Deus                                                                | 13,68      |
| Bieg na 400 m przez płotki    | Alison dos Santos                                                         | 49,89      | Alfredo Sepúlveda                                                                     | 50,04      | Guillermo Ruggeri                                                              | 50,20      |
| Sztafeta 4 x 100 m            | Wenezuela Alberto Aguilar · Abdel Khalil · Alexis Nieves · Rafael Vázquez | 39,56      | Brazylia Erik Cardoso · Gabriel Constantino · Rodrigo do Nascimento · Eduardo de Deus | 39,91      | Kolumbia Jhonny Rentería · Diego Palomeque · Yilmar Herrera · Bernardo Baloyes | 39,94      |
| Sztafeta 4 x 400 m            | Kolumbia Jhon Solís · Diego Palomeque · Kevin Mina · Anthony Zambrano     | 3:04,04    | Brazylia Lucas Carvalho · Alison dos Santos · Mahau Suguimati · Anderson Henriques    | 3:04,13    | Chile Enzo Faulbaum · Rafael Muñoz · Alejandro Peirano · Alfredo Sepúlveda     | 3:11,84    |
| Chód na 20 000 m              | Jhon Castañeda                                                            | 1:22:33,40 | David Hurtado                                                                         | 1:23:39,70 | Luis Campos                                                                    | 1:24:17,50 |
| Skok wzwyż                    | Alexander Bowen                                                           | 2,21       | Fernando Ferreira                                                                     | 2,21       | Eure Yáñez                                                                     | 2,18       |
| Skok o tyczce                 | Augusto de Oliveira                                                       | 5,61       | Thiago Braz                                                                           | 5,41       | Germán Chiaraviglio                                                            | 5,21       |
| Skok w dal                    | Emiliano Lasa                                                             | 7,76       | Paulo Sérgio Oliveira                                                                 | 7,71       | Raúl Mena Pedroza                                                              | 7,66       |
| Trójskok                      | Maximiliano Díaz                                                          | 16,23      | Kauam Bento                                                                           | 16,18      | Miguel van Assen                                                               | 16,11      |
| Pchnięcie kulą                | Darlan Romani                                                             | 21,00      | Willian Dourado                                                                       | 19,09      | Germán Lauro                                                                   | 18,97      |
| Rzut dyskiem                  | Mauricio Ortega                                                           | 58,89      | Douglas dos Reis                                                                      | 56,43      | Claudio Romero                                                                 | 54,31      |
| Rzut młotem                   | Gabriel Kehr                                                              | 75,27      | Humberto Mansilla                                                                     | 73,00      | Allan Wolski                                                                   | 72,51      |
| Rzut oszczepem                | Dayron Márquez                                                            | 78,00      | Francisco Muse                                                                        | 75,97      | Arley Ibargüen                                                                 | 75,83      |
| Dziesięciobój                 | Georni Jaramillo                                                          | 7784 pkt.  | Gerson Vidal Izaquirre                                                                | 7302 pkt.  | Sergio Pandiani                                                                | 7226 pkt.  |

### Kobiety
| Konkurencja:                  | 1. miejsce                                                                 | Rezultat     | 2. miejsce                                                                         | Rezultat   | 3. miejsce                                                                                | Rezultat   |
| Bieg na 100 m                 | Vitória Cristina Rosa                                                      | 11,24        | Andrea Purica                                                                      | 11,32      | Gabriela Suárez                                                                           | 11,67      |
| Bieg na 200 m                 | Vitória Cristina Rosa                                                      | 22,90        | Andrea Purica                                                                      | 23,37      | Gabriela Suárez                                                                           | 23,65      |
| Bieg na 400 m                 | Tiffani Marinho                                                            | 52,81        | Lina Licona                                                                        | 53,18      | Noelia Martínez                                                                           | 53,47      |
| Bieg na 800 m                 | Déborah Rodríguez                                                          | 2:02,68      | Andrea Calderón                                                                    | 2:05,49    | Johana Arrieta                                                                            | 2:05,91    |
| Bieg na 1500 m                | María Pía Fernández                                                        | 4:27,44      | Mariana Borelli                                                                    | 4:27,83    | July da Silva                                                                             | 4:27,93    |
| Bieg na 5000 m                | Florencia Borelli                                                          | 15:42,60     | Carolina Tabares                                                                   | 15:46,04   | Luz Mery Rojas                                                                            | 15:46,27   |
| Bieg na 10 000 m              | Carolina Tabares                                                           | 33:36,77     | Tatiane Raquel da Silva                                                            | 33:40,76   | Muriel Coneo                                                                              | 33:43,00   |
| Bieg na 3000 m z przeszkodami | Tatiane Da Silva                                                           | 9:45,52      | Belén Casetta                                                                      | 10:04,54   | Simone Ferraz                                                                             | 10:05,88   |
| Bieg na 100 m przez płotki    | Génesis Romero                                                             | 13,29        | Eliecith Palacios                                                                  | 13,49      | Adelly Santos                                                                             | 13,64      |
| Bieg na 400 m przez płotki    | Melissa González                                                           | 55,73        | Gianna Woodruff                                                                    | 56,76      | Fiorella Chiappe                                                                          | 57,03      |
| Sztafeta 4 x 100 m            | Brazylia Anny de Bassi · Ana Azevedo · Bruna Farias · Andressa Fidelis     | 44,70        | Kolumbia Melissa González · Jennifer Padilla · Eliana Chávez · Eliecith Palacios   | 44,97      | Argentyna Florencia Lamboglia · Noelia Martínez · María Sánchez · Maria Victoria Woodward | 45,65      |
| Sztafeta 4 x 400 m            | Kolumbia Lina Licona · Melissa González · Eliana Chávez · Jennifer Padilla | 3:32,81      | Brazylia Ana Azevedo · Marlene Santos · Alessandra Silva · Tiffani Beatriz Marinho | 3:35,29    | Argentyna Maria Ayelen Diogo · Fiorella Chiappe · Valeria Baron · Noelia Anahi Martínez   | 3:36,76    |
| Chód na 20 000 m              | Karla Jaramillo                                                            | 1:30:52,00 · | Ángela Castro                                                                      | 1:32:35,90 | Leyde Guerra                                                                              | 1:33:40,00 |
| Skok wzwyż                    | María Fernanda Murillo                                                     | 1,90         | Valdileia Martins                                                                  | 1,80       | Monique Vermeling Betsabé Páez                                                            | 1,75       |
| Skok o tyczce                 | Robeilys Peinado                                                           | 4,56         | Katherin Castillo                                                                  | 4,11       | Juliana Campos                                                                            | 3,91       |
| Skok w dal                    | Eliane Martins                                                             | 6,71         | Keila Costa                                                                        | 6,38       | Macarena Reyes                                                                            | 6,36       |
| Trójskok                      | Yosiri Urrutia                                                             | 13,85        | Liuba M. Zaldívar                                                                  | 13,45      | Gabriele dos Santos                                                                       | 13,30      |
| Pchnięcie kulą                | Ahymara Espinoza                                                           | 17,44        | Geísa Arcanjo                                                                      | 17,16      | Ángela Rivas                                                                              | 17,10      |
| Rzut dyskiem                  | Andressa de Morais                                                         | 62,42        | Fernanda Martins                                                                   | 60,87      | Ailen Armada                                                                              | 56,55      |
| Rzut młotem                   | Mariana Marcelino                                                          | 66,78        | Rosa Rodríguez                                                                     | 66,45      | Jennifer Dahlgren                                                                         | 65,06      |
| Rzut oszczepem                | Laila e Silva                                                              | 57,79        | María Lucelly Murillo                                                              | 57,24      | Flor Ruíz                                                                                 | 56,07      |
| Siedmiobój                    | Luisarys Toledo                                                            | 5989 pkt. ·  | Vanessa Spínola                                                                    | 5823 pkt.  | Martha Araujo                                                                             | 5708 pkt.  |

## Klasyfikacja medalowa
Opracowano na podstawie materiałów źródłowych.
| Miejsce | Państwo   | Złoto | Srebro | Brąz | Razem |
| ------- | --------- | ----- | ------ | ---- | ----- |
| 1.      | Brazylia  | 15    | 19     | 10   | 44    |
| 2.      | Kolumbia  | 12    | 9      | 11   | 32    |
| 3.      | Wenezuela | 8     | 4      | 1    | 13    |
| 4.      | Urugwaj   | 3     | 0      | 0    | 3     |
| 5.      | Argentyna | 2     | 3      | 11   | 16    |
| 6.      | Ekwador   | 2     | 3      | 2    | 7     |
| 7.      | Chile     | 1     | 3      | 3    | 7     |
| 8.      | Panama    | 1     | 1      | 0    | 2     |
| 9.      | Peru      | 0     | 1      | 4    | 5     |
| 10.     | Boliwia   | 0     | 1      | 1    | 2     |
| 11.     | Paragwaj  | 0     | 0      | 1    | 1     |
| 11.     | Surinam   | 0     | 0      | 1    | 1     |
| Razem   | Razem     | 44    | 44     | 45   | 133   |